# Amphinecta tama
Amphinecta tama är en spindelart som beskrevs av Forster och Wilton 1973. Amphinecta tama ingår i släktet Amphinecta och familjen Amphinectidae. Inga underarter finns listade i Catalogue of Life.